# Dzieci Crayola: Koń Trojański
Dzieci Crayola: Koń Trojański (ang. Crayola Kids Adventures: The Trojan Horse) – amerykańsko-kanadyjski film; miał w Polsce swoją premierę w KidsCo w 2007 roku o godz. 18:00 w Kinie KidsCo.

## Opis fabuły
Animowana wersja homerowskiej epopei dla najmłodszych. Opowiada o perypetiach wojowników walczących pod Troją i fortelu wymyślonym przez króla Odyseusza, którym posłużyli się Grecy aby zdobyć miasto.

## Bohaterowie
- Atena - bogini grecka
- Afrodyta - bogini grecka
- Hera - bogini grecka
- Helena - chciał ją poślubić Parys
- Parys - Król Trojii
- Odyseuz - wojownik
- Zelda - łuczniczka
- Achilles - najsilniejszy wojownik Grecki.